# Mount Westmore
| Оценки критиков | Оценки критиков |
| Источник        | Оценка          |
| --------------- | --------------- |
| Pitchfork       | 6.5/10          |

Mount Westmore — американская хип-хоп супергруппа, состоящая из калифорнийских рэперов Snoop Dogg, E-40, Too Short и Айс Кьюба. Она была сформирована в конце 2020 года, дебютный альбом группы был изначально выпущен через блокчейн в середине 2022 года. Альбом был выпущен на стриминговых сервисах 9 декабря 2022 года и включал неизданные треки, которые не были включены в первоначальную версию.

## История
Too Short и E-40 выпускают совместные песни с середины 1990-х годов, их дебютные совместные альбомы History: Function Music и History: Mob Music были выпущены в 2012 году. Создание супергруппы обсуждалось вскоре после этого, но так и не было реализовано до декабря 2020 года.
В интервью DJ Vlad в 2021 году Too Short заявил, что за дебютным альбомом группы последуют «тома», похожие по стилю на его релиз The Pimp Tape (2018). В апреле 2021 года группа исполнила песню под названием «Big Subwoofer» на Джейка Пола против Бена Аскрена. Песня была официально выпущена 20 октября 2021 года вместе с клипом на сборнике Snoop Dogg Snoop Dogg Presents Algorithm, выпущенном на Def Jam.
11 октября Айс Кьюб объявил дату выхода сингла «Too Big», который вышел 21 октября. Их дебютный альбом под названием Snoop, Cube, 40, $hort официально вышел 9 декабря 2022 года на цифровых площадках с последующим выпуском CD.

## Дискография

### Студийные альбомы
| Название               | Детали альбома                                                                     | Высшие позиции в чартах |
| Название               | Детали альбома                                                                     | США                     |
| ---------------------- | ---------------------------------------------------------------------------------- | ----------------------- |
| Snoop, Cube, 40, $hort | - Выпущен: 9 декабря 2022 - Лейбл: MNRK Records - Форматы: Цифровое скачивание, CD | 188                     |

### Синглы
| Название                     | Год  | Высшие позиции в чартах | Альбом                 |
| Название                     | Год  | Hot                     | Альбом                 |
| ---------------------------- | ---- | ----------------------- | ---------------------- |
| «Step Child»                 | 2020 | 42                      | Snoop, Cube, 40, $hort |
| «Locked In» (Big 3 Promo)    | 2021 | 10                      | Snoop, Cube, 40, $hort |
| «Big Subwoofer»              | 2021 | 16                      | Snoop, Cube, 40, $hort |
| «Too Big» (совместно с P-LO) | 2022 | 3                       | Snoop, Cube, 40, $hort |